# محافظة الحسكة
محافظة الحسكة محافظة سورية تقع في الشمال الشرقي من سوريا، مركزها مدينة الحسكة، وهي مقسمة إلى أربع مناطق إدارية وأربع عشرة ناحية. من أهم مدن وبلدات هذه المحافظة: الحسكة مركز المحافظة، القامشلي واليعربية والشدادي والمالكية وتل حميس وعامودا ورأس العين والدرباسية والقحطانية وتل براك. توجد فيها آلاف القرى المنتشرة خصوصًا قرب المصادر المائية لا سيما نهر الخابور. معظم السكان من العرب مع وجود أقلية كردية كبيرة وأقلية سريانية أصغر في القامشلي ورأس العين. تعتبر المحافظة المنتج الثاني للنفط في سوريا (بعد محافظة دير الزور)، حيث تنتشر حقول النفط في رميلان والهول والجبسة. يقطع المحافظة نهر الخابور الذي يأتي من مدينة رأس العين شمالًا مارًا منها باتجاه الجنوب حيث يتحد مع نهر الفرات قرب مدينة دير الزور الواقعة شرق سورية. يعمل أغلب سكان محافظة الحسكة في الزراعة وتمتاز بزراعة القمح والقطن والفواكه كالتفاح والعنب. تضم محافطة الحسكة مواقع أثرية متنوعة مثل حموقار التي يعتبرها علماء الأثار من أقدم مدن العالم، وتل حلف، وتل براك، وتل شاغربازار.

## التقسيم الإداري للمحافظة
تقسم محافظة الحسكة إلى أربع مناطق وأربعة عشر ناحية:
- منطقة الحسكة، وتنقسم إلى: ناحية مركز الحسكة، ناحية تل تمر، ناحية الشدادي، ناحية مركدة، ناحية بئر الحلو الوردية، ناحية العريشة، ناحية الهول
- منطقة القامشلي، وتنقسم إلى: ناحية مركز القامشلي، ناحية تل حميس، ناحية عامودا، ناحية القحطانية.
- منطقة رأس العين، وتنقسم إلى: ناحية مركز رأس العين، ناحية الدرباسية.
- منطقة المالكية، وتنقسم إلى: ناحية مركز المالكية، ناحية الجوادية، ناحية اليعربية.

## التاريخ

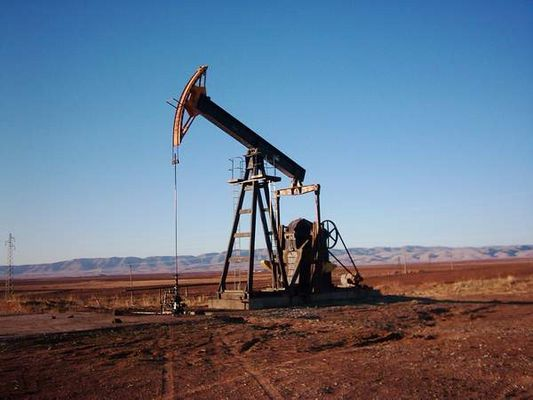
حقول النفط في رميلان

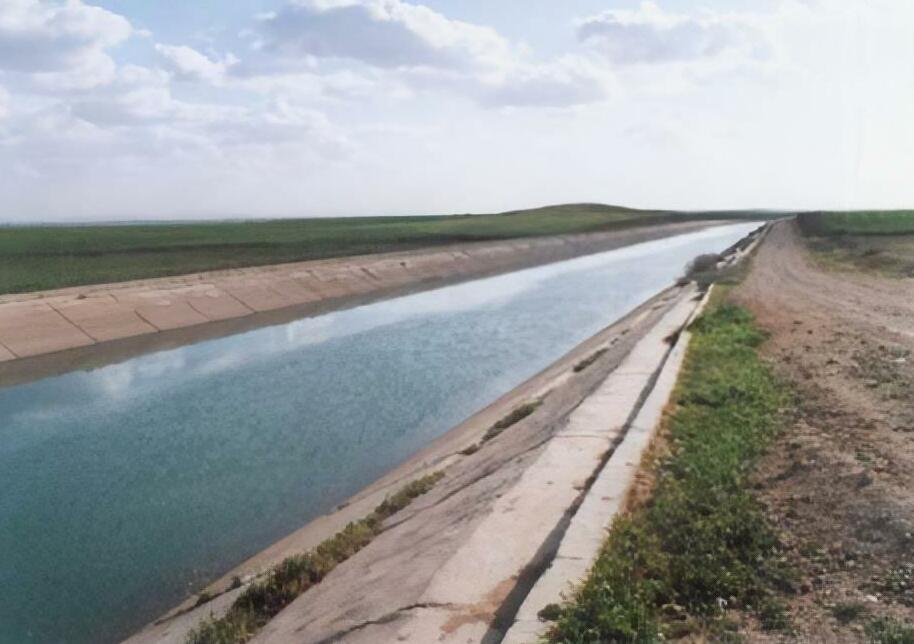
مشروع ري في الحسكة

يعود تاريخ الحسكة القديم إلى تاريخ وادي الرافدين القديم. كانت تشكل منطقة الجزيزة امتدادًا لإمارة جزيرة ابن عمر. وقد جاءت تسمية الجزيرة أساسا من وفرة المياه النهرية خصوصا محاذاتها لنهري دجلة والفرات. وبحسب المعهد الدولي لدراسات ميزوبوتاميا وجامعة كاليفورنيا وجميع البعثات الأثرية العلمية الدولية فإن هذه المنطقة كانت جزءا من مملكة بيت النهرين الآرامية ومماليك آرامية أخرى وكانت جزء من الدولة الآشورية. المنطقة سكنتها قبائل من شعوب الآراميين والعموريين البدو الذين سيطروا على المنطقة وبقيت الحسكة ضمن الإمبراطورية الآشورية لفترة طويلة إلى أن تمكن البابليين من هزيمتهم في عام 612 قبل الميلاد في العام الذي سقطت فيه عاصمة آشور نينوى.
ترتبط الحسكة في عراقتها بتاريخ بلاد ما بين النهرين في منطقة الجزيرة السورية حيث قسم المؤرخون عالم هذه البلاد إلى سومر وأكاد في الجنوب الشرقي، وعيلام في الشمال الشرقي وعمورو ـ بلاد العموريين ـ في الجنوب الغربي، وسوبارتو في الشمال الغربي، ويقع وادي الخابور ضمن مملكة سوبارتو التي كانت تمتد من مدينة عيلام في بلاد الرافدين إلى جبال طوروس، وقد عثر في لوحات جغرافية محفوظة في المكتبة الملكية لآشور بانيبال على لفظة «سوبارتو» التي كانت مهد المدنية وحضارات قديمة متلاحقة، خضعت المنطقة للكنعانيين الذين استولوا تدريجياً على القسم الغربي من سوبارتو، وبعدهم حكمها الحيثيون الذين قطنوا شمال الجزيرة السورية (ضمن تركيا حاليا) جعلوا عاصمتهم مدينة «واشوكاني»، عند ينابيع الخابور، إلا أن الآشوريون قضوا على الدولة الحيثية، ودمروا عاصمتها واشوكاني، من غير أن يتمكنوا من الاستقرار وذلك بسبب الحروب المتواصلة بينهم وبين الحيصيون وشعوب أخرى، مما مهد لظهور الدولة الآرامية في منطقة الجزيرة، حيث استطاع أحد الشيوخ الآراميين بناء دولة جديدة على أنقاض دولة ميتاني المنهارة فاختار مدينة «غوزانا» في تل حلف عاصمة لدولته، ثم عاد الآشوريون في غزوة ثانية للمنطقة وتمكن «تغلات فلاصر الأول» من تدمير غوزانا، إلا أن الآراميين ما لبثوا أن حسروا نفوذ الآشوريين من جديد، وأعادوا بناء دولة آرامية جديدة تحت حكم «أبى سلمو» رئيس غوزانا، وهو الاسم الذي أطلق على بلاد الخابور في العهد الاشوري، ثم عاد الآشوريون مرة أخرى لاخضاع المنطقة، إلى أن جاء الميديين عام 612 ق.م وكسروا شوكت الآشوريين نهائيا. وفي عام 332 ق.م، تمكن اليونانيون بقيادة الاسكندر المقدوني من فتح البلاد، ثم حل محلهم الرومان عام 64 ق.م، حيث كان لمدينتي نصيبين ورأس العين شأن كبير في عهد «تيودريوليوس» أما حضاريًا فتشير المصادر التاريخية إلى أن الاستقرار البشري في محافظة الحسكة يعود إلى الألف الثامن ق.م وقد لعبت جغرافية المنطقة الخصبة دورًا هامًا في اجتذاب الشعوب ـ السوبارتية والأكادية والامورية والحورية والحثية والاشورية والارامية والاغريقية والرومانية والساسانية والعربية، مما جعل حضارة المنطقة التي ترتقي في القدم إلى ما قبل الالف السادس ق.م، حيث تتسم بالغنى والتنوع، وهو ما أثبتته المكتشفات الأثرية المتتابعة، وتكاد أغلب المواقع الأثرية تتوضع في التلال المنتشرة على ضفتي الخابور والتي تعد من أقدم حضارات العالم. وقد وثقت أغلب الأوابد ومراكز الاستيطان في النصوص المسمارية والاشورية القديمة.
وعن التسمية التاريخية «للجزيرة» تفيد المصادر التاريخية والكتب التي صدرت عن العديد من الباحثين، بالإضافة إلى الكتيبات التي أصدرتها المحافظة بهذه الخصوص عن تاريخ المحافظة وأصل التسمية أن المحافظة عرفت تسميات تاريخية عدة مثل
«ميزوبوتاميا»، باليونانية و«آرام النهرين»، و«جزيرة أقور». وتأتي تسميتها بالجزيرة من خلال مدونات المؤرخين لوقوعها بين دجلة والفرات، كما أشار إلى ذلك ياقوت الحموي والمقدسي.

يقول «ياقوت الحموي» في وصفه الجغرافي لمنطقة الجزيرة: 

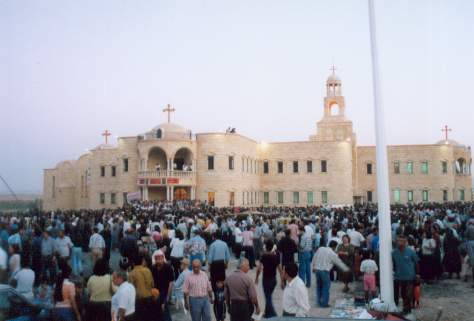
دير السيدة العذراء من معالم محافظة الحسكة ،ويقع قريبا من مجرى نهر الخابور ويتبع كنيسة السريان الأرثوذكس

## أشهر المواقع الأثرية
1. تل حلف: ويقع جنوبي مدينة رأس العين وفيه أظهرت التنقيبات طبقات حضارية ومنحوتات بازلتية كانت تزين جدران مبانى المعبد والقصر، كما عثر على لقى فخارية ومجموعات من الخزف الملون تعود إلى الالفين الرابع والخامس ق. م.
2. تل الفخيرية: يقع في مدينة رأس العين وفيها تم العديد من الاكتشافات التي تعود الالفين الثاني والثالث ق.م.
3. تل بيدر مدينة أثرية في الحسكة، تبلغ مساحتها أكثر من 25 هكتارا، وتقع على بعد 35 كم من مدينة الحسكة، على الطريق بين مدينة الحسكة ومدينة الدرباسية
4. تل براك: يرجح بعض علماء الآثار أن يكون اسم موقع تل براك مستمدا من «لاكورس بيراكى» المدون في لوحة بوتغنر لأسماء المدن والمواقع الشهيرة للإمبراطورية الرومانية، حيث أظهرت الحفريات ست طبقات حضارية متعاقبة وأبنية مثل معبد العيون قصر الملك «نارام سين» كما أظهرت لقى فخارية وتماثيل وأختاما أسطوانية ذات دلالات أسطورية. أغلبها تدل على الحضارتين الهورية والمتيتانية (الهندو اوربية) بالإضافة إلى اثار الشعوب التي غزت المنطقة مثل الآشوريين.[4]
5. تل عجاجة «عرابان»: يقع جنوب يالحسكة، إحدى المراكز المهمة للمملكة الميتانية ثم أصبحت مركزاً حدودياً فاصلاً بين إمبراطوريتى الروم والفرس. وتشير النصوص المسمارية إلى أن هذا التل يعرف باسم مدينة شاديكاني. ويضم التل آثار أهم مدينة من مدن حوض الخابور في العصر العباسي.
6. تل حطين (شاغر بازار): ويقع شمال الحسكة، وقد أظهرت المكتشفات خمس عشرة طبقة حضارية متعاقبة، أغلبها تدل على أن السكان الأوائل لهذه المنطقة هم الهورين والميتان الهندو اوربيين (اريين). ومن أهم ما عثر عليه رقم طينية هامة في تاريخ الشرق القديم وحضاراته.
7. تل ليلان «شبات انليل»: يقع جنوب القامشلي على مسافة 25 كم، في منطقة مثلث الخابور، وقد أظهرت التنقيبات الأثرية طبقات حضارية تعود إلى الألف السادس ق.م، وسور المدينة والمعبد والقصر، ورقماً طينية وأختام أسطوانية وآثارا فخارية مختلفة.
8. تل بري (كحت): يقع على بعد 8كم شمال تل براك على الضفة الشرقية للجغجغ، وقد عثر فيه على نقشين حجريين، ساعدا على معرفة الموقع «كحت» الذي كان عام 885 ق.م.
9. تل موزان (أوركيش): يقع بين مدينتي عامودا والقامشلي. تعتبر اوركيش من إحدى أهم مدن المنطقة فقد كانت العاصمة الدينية والتجارية للهوريين (الهندو اورببين) في الالفين الثالث والثاني قبل الميلاد. بالإضافة إلى ذلك فان المستحاثات التي اكتشفت من قبل البعثات الدولية تدل على أن هذا الموقع كان مسكونا في بداية الألف الخامس قبل الميلاد. انظر (www.urkish.org)، والتي يمتد تاريخها إلى الألف الخامس قبل الميلاد. بالإضافة إلى أنها كانت معبرًا مهمًا بين المناطق الجبلية والسهلية. من أهم مكتشفاتها الأثرية تماثيل ثلاثة أسود إحداها متواجد في متحف اللوفر بفرنسا والاخر في متحف الميتروبوليتان في الولايات المتحدة والاخر في المتحف الوطني السوري بدير الزور. كما أظهر أطلال مبنى حجري وطبعات أختام واثاراً متنوعة هامة.
10. تل الخوير: يقع بين مدينتي رأس العين وتل أبيض. وقد أظهرت التنقيبات مبنى معبد حجري ومنشآت معمارية ومكتشفات فخارية وعظمية ومعدنية، ومن بين أهم المكتشفات الفأس الأكادية.
11. تل أبيض: يقع على مسافة 12 كم جنوب مدينة الحسكة، على الضفة اليمنى لنهر الخابور، وقد أبرزت التنقيبات بقايا قصر ملكي يعود إلى العصر الآشورى الحديث 800ق.م، ويتالف من 45 غرفة ومعبدين وثلاثة أجنحة، عثر فيها على تنانير ومخازن للحبوب وأحواض وحمامات.
12. تلال كشكشوك: وهي أربعة تلال، الأول يقع إلى الشمال الغربي من مدينة الحسكة، على طريق الدرباسية ـ الضفة اليمنى لمسيل اعيوج ـ أما التلال الثلاثة الأخرى فتقع على الضفة اليسرى لهذا المسيل، وقد أثبتت الاكتشافات أن التلال الأربعة تنتمي إلى حضارات متعددة؛ فالأول ينتمي للحضارة الحلفية ـ الألف الخامس ق.م ـ والثاني ينتمى إلى الحضارة الحسونية ـ الألف السادس ق.م ـ، والثالث يعود للحضارة العبيدية، أما الرابع فينحدر إلى الحضارة الأوروكية.
13. تل أحمدي: يقع شرقي طريق القامشلي ـ الحسكة، ويبعد عن القامشلي باتجاه الجنوب 20 كم، وقد أظهرت التنقيبات دورا ًتعود إلى العهد الهوري والميتاني وفخاريات متنوعة وتعود إلى العهد الإسلامي والبيزنطي.
14. قلعة السكرة: قلعة أثرية شيدت لغرض عسكري بحت ولا ينطبق عليها تسمية القلاع، وهي عبارة عن حامية صغيرة كان الغرض من إنشائها مراقبة السهل الشمالي لجبل عبد العزيز، والتحكم بالممر الجبلي الذي يقسم الجبل من الشمال إلى الجنوب. حالياً يوجد آثار وبقايا لأربعة أبراج وأجزاء من السور الخارجي، أما باحة القلعة فهي عبارة عن أرضية صخرية، ومن الجهة الغربية منها يوجد بعض أساسات لجدران، كما يوجد أربعة آبار منحوتة داخل الباحة، والآبار لها فتحة دائرية بقطر 1 م تقريباً من الأعلى. تتسع الفتحة كلما تعمق لتصل إلى حوالي 5 إلى 7 م بالأسفل، ومن الممكن أن تكون هذه الآبار خزانات لتجميع المياه.[5]
15. وفي الحسكة الضريح المعروف بضريح عبد العزيز : وهو ضريح حسام الدين عبد العزيز بن محمد الأكحل بن الشيخ حسام الدين شرشيق بن الشيخ محمد الهتاك أبن الشيخ عبد العزيز بن عبد القادر الجيلاني الجبالي المولد والدار والوفاة.[6][7]

## التركيبة السكانية
حسب تعداد عام 2004، بلغ عدد سكان المحافظة 1.377000 مليون نسمة، بكثافة سكانية 60 نسمة/كم2. هي سادس المحافظات من حيث عدد السكان. أغلبية السكان من العرب مع وجود أقلية كردية كبيرة وأقليات أصغر من الآشوريين والسريان والأرمن التركمان والشركس.
أكبر العشائر العربية انتشارا هي عشيرة شمر التي تنتشر في معطم مناطق المحافظة. توجد أيضًا قبيلة طيء وهي قبيلة قديمة تسكن في كافة مناطق الجزيرة الفراتية، وفي العهد الساساني أطلق الفرس كلمة تاي/طاي على العرب كافة قبل الإسلام نسبة إلى هذه العشيرة المنتشرة في الجزيرة الفراتية. إضافة إلى ذلك، تقطن في محافظة الحسكة عشائر المشاهدة والجبور والعبيد وعدوان وزوبع والشرابين والمغمورين والجحيش والجوالة وبني سبعة وحرب والراشد والبوعاصي والغنامة والمعامرة وعنزة وربيعة.
نشر موقع اقتصاد دراسة للتركيبة السكانية الحالية (عام 2013) لمحافظة الحسكة، وفيما يلي نتائجها.
يبلغ إجمالي عدد القرى في محافظة الحسكة 1717 قرية موزعة كالآتي:
- العدد الكلي للقرى العربية في الحسكة 1161 قرية وتشكل نسبة 67.62% من إجمالي القرى.
- عدد القرى الكردية في الحسكة 453 قرية وتشكل نسبة 26.38% من إجمالي القرى.
- عدد القرى السريانية 50 قرية وتشكل نسبة 2.91%.
- عدد القرى المختلطة العربية الكردية 48 قرية وتشكل نسبة 2.79%. عدد القرى المختلطة العربية السريانية 3 قرى وتشكل نسبة 0.17%. عدد القرى المختلطة السريانية الكردية 2 قرية وتشكل نسبة 0.12%.

### توزع القرى في منطقة المالكية
تتبع للمالكية إداريًا ناحيتان مهمتان هما ناحية اليعربية وناحية الجوادية. يبلغ عدد القرى التابعة لمنطقة المالكية 294 قرية موزعة كالآتي:
- 148 قرية عربية في منطقة المالكية نسبتها 50.34%.
- 115 قرية كردية في منطقة المالكية نسبتها 39.11%.
- 16 قرية سريانية آشورية نسبتها 5.44%
- 14 قرية مختلطة بين المكونات (عرب + كرد) نسبتها 4.76%.
- 1 قرية مختلطة بين المكونات (سريان + كرد) نسبتها 0.34%.

### توزع القرى في منطقة القامشلي
يتبع للقامشلي إداريًا عدة بلدات ونواحي مهمة هي: ناحية عامودا وناحية القحطانية (قبور البيض) وناحية تل حميس وبلدة جزعة، كما يتبعها عدد كبير من القرى تبلغ 549 قرية ويتوزع فيها السكان كالآتي:
- 345 قرية عربية في منطقة القامشلي ونسبتها 62.3%
- 185 قرية كردية في منطقة القامشلي ونسبتها 33.0%
- 6 قرى سريانية آشورية في منطقة القامشلي ونسبتها 1.1%.
- 9 قرى مختلطة بين المكونات (عرب + كرد) نسبتها 1.64%.
- 3 قرية مختلطة بين المكونات (عرب + سريان) نسبتها 0.55%.
- قرية واحدة مختلطة بين المكونات (سريان + كرد) نسبتها 0.18%.

### توزع القرى في منطقة رأس العين
يتبع لمدينة رأس العين إداريًا ناحية مهمة هي ناحية الدرباسية، كما يتبعها عدد كبير من القرى تبلغ 279 قرية ويتوزع فيها السكان كالآتي:
- 167 قرية عربية في منطقة رأس العين ونسبتها 59.9%.
- 96 قرية كردية في منطقة رأس العين ونسبتها 34.4%.
- 16 قرية مختلطة بين المكونات (عرب + كرد) نسبتها 5.37%.

### توزع القرى في منطقة الحسكة
مدينة الحسكة هي مركز المحافظة، تتبعها إداريًا عدة بلدات ونواحي مهمة وهي: تل تمر، الهول، الشدادي، العريشة، مركدة، بئر الحلو، كما يتبعها 595 قرية ويتوزع فيها السكان كالآتي:
- 501 قرية عربية في منطقة الحسكة ونسبتها 84%.
- 57 قرية كردية في منطقة الحسكة ونسبتها 9.58%.
- 28 قرية آشورية في منطقة الحسكة ونسبتها 4.7%.
- 9 قرى مختلطة بين المكونات (عرب + كرد) نسبتها 1.51%.

## الاقتصاد
تندرج الحسكة كما ذكر سابقًا ضمن المحافظات النامية. وتنقسم إيرادات الحسكة الاقتصادية إلى:
- الزراعة وهي العمود الفقري للمحافظة، وتشتهر بزراعة القمح والقطن بشكل كبير والخضار والبقوليات والفواكة. ولقد انخفضت نسبة مساحة الأراضي المروية خلال الأعوام السابقة، تمثل المساحة المزروعة بالحسكة 29% من إجمالي المساحة المزروعة في سوريا.

| المساحة البعلية \ هكتار | المساحة المروية \ هكتار | العام |
| ----------------------- | ----------------------- | ----- |
| 826251                  | 433822                  | 2006  |
| 792503                  | 417494                  | 2007  |

- الثروة الحيوانية حيث تسهم الحسكة بشكل كبير في تربية المواشي وإنتاج الصوف والألبان وغيرها من المنتجات الحيوانية.
- الثروة المائية تزخر المحافظة بالموارد المائية وتشكل 52% من الموارد المائية السورية.
- الموارد الطبيعية، أغلب استخراج النفط الخام والغاز الطبيعي والكبريت يأتي من هذه المحافظة.
- السياحة, هنالك الكثير من المواقع السياحية في المنطقة كما ذكر سابقاًَ ولكنها بحاجة إلى مرافق خدمية.
- التجارة تشكل نسبة ضئيلة من إنتاج الحسكة وتغلب عليها تجارة المواد الغذائية والحيوانية.
- الصناعة تفتقر المحافظة إلى الاستثمارات الصناعية، بحيث لايوجد في المحافظة سوى عدد قليل من المعامل.

## المحافظون
- صبحي أحمد حرب (حتى 3 شباط 2001[10])
- أرام صليبا (من 3 شباط 2001[11])
- علي بن معلا أحمد (حتى 30 آذار 2002[12])
- سليم علي كبول (30 آذار 2002[13] - 4 تشرين الأول 2004[14])
- محمد نمور (من 4 تشرين الأول 2004[14])
- محمد نمور النمور ابن قدور (حتى 10 شباط 2009[15])
- معذى سلوم (من 10 شباط 2009[15])
- خضر عبد الوهاب العلي الحسين (من 11 تموز 2012[16])
- محمد زعال العلي (25 آذار 2013[17] - 15 تشرين الأول 2016[17])
- جايز سوادة الحمود الموسى (15 تشرين الأول 2016[18] - 30 أيار 2020[19])
- غسان حليم خليل (30 أيار 2020[20] - 20 تموز 2022[21])
- لؤي صيوح (من 20 تموز 2022[21] - 8 كانون الأول 2024[22])